# Wereldbeker schaatsen junioren 2015/2016
De wereldbeker schaatsen junioren 2015/2016 (ISU Junior World Cup Speed Skating 2015/2016) was de achtste editie van de wereldbeker schaatsen junioren. Het seizoen bestond uit vier wedstrijden, allen centraal gehouden. De massastart ging dit jaar over tien rondes voor zowel jongens als meisjes, dit was eerst respectievelijk twaalf en acht.
Ook de teamsprint was een officieel onderdeel. De uitslagen van de teamsprint werden in de eindstand opgeteld bij die van de ploegenachtervolging.

## Puntenverdeling
| Plaats                       | 1   | 2   | 3   | 4  | 5  | 6  | 7  | 8  | 9  | 10 | 11 | 12 | 13 | 14 | 15 | 16 | 17 | 18 | 19 | 20 | 21 | 22 | 23 | 24 |
| ---------------------------- | --- | --- | --- | -- | -- | -- | -- | -- | -- | -- | -- | -- | -- | -- | -- | -- | -- | -- | -- | -- | -- | -- | -- | -- |
| Wereldbekerfinale            | 150 | 120 | 105 | 90 | 75 | 67 | 60 | 54 | 48 | 42 | 36 | 31 | 27 | 24 | 21 | 18 | 15 | 12 | 9  | 6  | 4  | 3  | 2  | 1  |
| Normale wereldbekerwedstrijd | 100 | 80  | 70  | 60 | 50 | 44 | 40 | 36 | 32 | 28 | 24 | 20 | 18 | 16 | 14 | 12 | 10 | 8  | 6  | 5  | 4  | 3  | 2  | 1  |

## Limiettijden
Om te mogen starten in de wereldbeker schaatsen junioren 2015/2016 moest een schaatser aan de volgende limiettijden hebben voldaan. Deze limiettijden waren identiek aan het vorige jaar. Wel had de ISU de ruimte om een zogenaamde wildcard te geven aan een land om zowel één jongen als één meisje alsnog te laten deelnemen die niet had voldaan aan de limiettijd(en). Ook mochten organiserende landen C-Junioren inschrijven als de ISU er toestemming voor had gegeven.
| Geslacht | 500m  | 1000m   | 1500m   | 3000m   |
| -------- | ----- | ------- | ------- | ------- |
| Jongens  | 41,00 | 1.22,00 | 2.07,00 | 4.25,00 |
| Meisjes  | 45,00 | 1.30,00 | 2.20,00 | 5.00,00 |

## Kalender
| #         | Plaats          | Datum               | 500m                                                                              | 1000m                                                                             | 1500m                                                                             | 3000m                                                                             | massastart                                                                        | teamsprint                                                                        | achtervolging                                                                     | Extra                                                                             |
| --------- | --------------- | ------------------- | --------------------------------------------------------------------------------- | --------------------------------------------------------------------------------- | --------------------------------------------------------------------------------- | --------------------------------------------------------------------------------- | --------------------------------------------------------------------------------- | --------------------------------------------------------------------------------- | --------------------------------------------------------------------------------- | --------------------------------------------------------------------------------- |
| 1         | Groningen       | 14–15 november 2015 | 1x                                                                                | 1x                                                                                | 1x                                                                                | 1x                                                                                | 1x                                                                                | 1x                                                                                |                                                                                   |                                                                                   |
| 2         | Berlijn         | 28–29 november 2015 | 1x                                                                                | 1x                                                                                | 1x                                                                                | 1x                                                                                | 1x                                                                                | 1x                                                                                |                                                                                   |                                                                                   |
| 3         | Baselga di Pinè | 16–17 januari 2016  | 1x                                                                                | 1x                                                                                | 1x                                                                                | 1x                                                                                | 1x                                                                                |                                                                                   | 1x                                                                                |                                                                                   |
| 4         | Changchun       | 5–6 maart 2016      | 1x                                                                                | 1x                                                                                | 1x                                                                                | 1x                                                                                | 1x                                                                                |                                                                                   | 1x                                                                                | Wereldbekerfinale, bonuspunten                                                    |
| Changchun | Changchun       | 11–13 maart 2016    | Wereldkampioenschappen schaatsen junioren 2016, telt niet mee voor de wereldbeker | Wereldkampioenschappen schaatsen junioren 2016, telt niet mee voor de wereldbeker | Wereldkampioenschappen schaatsen junioren 2016, telt niet mee voor de wereldbeker | Wereldkampioenschappen schaatsen junioren 2016, telt niet mee voor de wereldbeker | Wereldkampioenschappen schaatsen junioren 2016, telt niet mee voor de wereldbeker | Wereldkampioenschappen schaatsen junioren 2016, telt niet mee voor de wereldbeker | Wereldkampioenschappen schaatsen junioren 2016, telt niet mee voor de wereldbeker | Wereldkampioenschappen schaatsen junioren 2016, telt niet mee voor de wereldbeker |

## Uitslagen

### Meisjes
| Wedstrijden     |                         |                           |                       |                       |                 |                       |                       |
|                 | 500m                    | 1000m                     | 1500m                 | 3000m                 | massastart      | teamsprint            | achtervolging         |
| Groningen       | Lin Xue (39,68)         | Rio Yamada (1.20,49)      | Ayano Sato (2.03,49)  | Han Mei (4.18,53)     | Ayano Sato      | China (1.34,28)       | niet op het programma |
| Berlijn         | Darja Kachanova (39,21) | Darja Kachanova (1.18,62) | Han Mei (2.00,76)     | Ayano Sato (4.17,24)  | Ayano Sato      | Japan (1.30,94)       | niet op het programma |
| Baselga di Pinè | Darja Kachanova (40,00) | Darja Kachanova (1.20,21) | Park Ji-woo (2.05,57) | Park Ji-woo (4.22,40) | Park Cho-won    | niet op het programma | Zuid-Korea (3.16,72)  |
| Changchun       | Shi Xiaoxuan (39,62)    | Rio Yamada (1.20,39)      | Han Mei (2.02,84)     | Park Ji-woo (4.18,47) | Ayano Sato      | niet op het programma | Nederland (3.11,89)   |
| Eindklassement  |                         |                           |                       |                       |                 |                       |                       |
|                 | 500m                    | 1000m                     | 1500m                 | 3000m                 | massastart      | ploegenonderdelen     | ploegenonderdelen     |
| Goud            | Darja Kachanova         | Rio Yamada                | Han Mei               | Park Ji-woo           | Ayano Sato      | Nederland             | Nederland             |
| Zilver          | Shi Xiaoxuan            | Han Mei                   | Park Ji-woo           | Ayano Sato            | Esther Kiel     | Italië                | Italië                |
| Brons           | Lin Xue                 | Darja Kachanova           | Ayano Sato            | Han Mei               | Gloria Malfatti | Polen                 | Polen                 |

### Jongens
| Wedstrijden     |                           |                             |                             |                         |                      |                       |                       |
|                 | 500m                      | 1000m                       | 1500m                       | 3000m                   | massastart           | teamsprint            | achtervolging         |
| Groningen       | Viktor Moesjtakov (36,27) | Michail Kazelin (1.12,04)   | Marcel Bosker (1.52,03)     | Marcel Bosker (3.51,09) | Marcel Bosker        | Rusland (1.23,53)     | niet op het programma |
| Berlijn         | Tatsuya Shinhama (35,74)  | Viktor Moesjtakov (1.11,24) | Viktor Moesjtakov (1.50,32) | Marcel Bosker (3.50,70) | Kim Min-seok         | Rusland (1.21,30)     | niet op het programma |
| Baselga di Pinè | Marten Liiv (36,34)       | Francesco Tescari (1.12,55) | Park Ki-woong (1.52,45)     | Marcel Bosker (3.57,22) | Marcel Bosker        | niet op het programma | Zuid-Korea (4.03,58)  |
| Changchun       | Michail Kazelin (35,80)   | Marten Liiv (1.11,50)       | Kim Min-seok (1.48,97)      | Kim Min-seok (3.49,63)  | Kim Min-seok         | niet op het programma | Zuid-Korea (3.53,50)  |
| Eindklassement  |                           |                             |                             |                         |                      |                       |                       |
|                 | 500m                      | 1000m                       | 1500m                       | 3000m                   | massastart           | ploegenonderdelen     | ploegenonderdelen     |
| Goud            | Viktor Moesjtakov         | Viktor Moesjtakov           | Marcel Bosker               | Marcel Bosker           | Marcel Bosker        | Nederland             | Nederland             |
| Zilver          | Michail Kazelin           | Marten Liiv                 | Viktor Moesjtakov           | Allan Dahl Johansson    | Allan Dahl Johansson | Rusland               | Rusland               |
| Brons           | Marten Liiv               | Michail Kazelin             | Kim Min-seok                | Kim Min-seok            | Kim Min-seok         | Japan                 | Japan                 |

### Medaillespiegel
| Pos. | Land       | Goud | Zilver | Brons | Totaal |
| ---- | ---------- | ---- | ------ | ----- | ------ |
| 1    | Nederland  | 5    | 1      | 0     | 6      |
| 2    | Rusland    | 3    | 3      | 2     | 8      |
| 3    | Japan      | 2    | 1      | 2     | 5      |
| 4    | China      | 1    | 2      | 2     | 5      |
| 5    | Zuid-Korea | 1    | 1      | 3     | 5      |
| 6    | Noorwegen  | 0    | 2      | 0     | 2      |
| 7    | Estland    | 0    | 1      | 1     | 2      |
| 7    | Italië     | 0    | 1      | 1     | 2      |
| 9    | Polen      | 0    | 0      | 1     | 1      |